# Sergei Jewgenjewitsch Beresin (Eisschnellläufer)
Sergei Jewgenjewitsch Beresin (russisch Сергей Евгеньевич Березин, wiss. Transliteration Sergej Evgen'evič Berezin; * 11. März 1960 in Nischni Nowgorod) ist ein ehemaliger sowjetischer Eisschnellläufer.

## Werdegang
Beresin, der für den Burevestnik Gorky aus Nischni Nowgorod startete, wurde im Jahr 1980 sowjetischer Meister im Großen Vierkampf und errang bei sowjetischen Meisterschaften jeweils einmal den zweiten sowie drittem Platz. International trat er erstmals bei den Juniorenweltmeisterschaften 1979 in Grenoble in Erscheinung, wo er den fünften Platz im Kleinen Vierkampf errang. In der Saison 1979/80 gewann er bei den Juniorenweltmeisterschaften 1980 in Assen die Bronzemedaille im Kleinen Vierkampf und belegte bei den Olympischen Winterspielen 1980 in Lake Placid den 15. Platz über 5000 m sowie den zehnten Rang über 10.000 m. In der Saison 1980/81 lief er bei der Mehrkampfeuropameisterschaft 1981 in Deventer auf den neunten Platz und bei der Mehrkampfweltmeisterschaft 1981 in Oslo auf den 11. Rang im Großen Vierkampf. In den folgenden Jahren kam er bei der Mehrkampfweltmeisterschaft 1983 in Oslo auf den sechsten Platz, bei der Mehrkampfweltmeisterschaft 1984 in Göteborg auf den 13. Rang im Großen Vierkampf und bei den Olympischen Winterspielen 1984 in Sarajevo auf den 32. Platz über 5000 m. In seiner letzten Saison als aktiver Sportler 1987/88 lief er in Innsbruck sein einziges Rennen im Eisschnelllauf-Weltcup, welches er auf dem 27. Platz über 1500 m beendete und erreichte bei der Mehrkampfeuropameisterschaft 1988 in Den Haag den 15. Platz im Großen Vierkampf. Beim Saisonhöhepunkt, den Olympischen Winterspielen 1988 in Calgary, belegte er den 23. Platz über 5000 m und den neunten Rang über 10.000 m.

## Erfolge

### Olympische Spiele
- 1980 Lake Placid: 10. Platz 10.000 m, 15. Platz 5000 m
- 1984 Sarajevo: 32. Platz 5000 m
- 1988 Calgary: 9. Platz 10.000 m, 23. Platz 5000 m

### Mehrkampf-Weltmeisterschaften
- 1981 Oslo: 11. Platz Großer Vierkampf
- 1983 Oslo: 6. Platz Großer Vierkampf
- 1984 Göteborg: 13. Platz Großer Vierkampf

### Mehrkampf-Europameisterschaften
- 1981 Deventer: 9. Platz Großer Vierkampf
- 1988 Den Haag: 15. Platz Großer Vierkampf

## Persönliche Bestleistungen
| Disziplin | Zeit         | Datum             | Ort        |
| --------- | ------------ | ----------------- | ---------- |
| 500 m     | 39,11 s      | 24. Dezember 1982 | Almaty     |
| 1000 m    | 1:19,72 min  | 8. März 1986      | Diwnogorsk |
| 1500 m    | 1:56,36 min  | 25. Dezember 1982 | Almaty     |
| 3000 m    | 4:12,00 min  | 17. Dezember 1987 | Leningrad  |
| 5000 m    | 6:54,88 min  | 14. Dezember 1985 | Almaty     |
| 10.000 m  | 14:20,48 min | 13. Februar 1988  | Calgary    |